# Chenming Paper
Chenming Paper est une entreprise papetière chinoise. Elle est la 18e plus grande entreprise dans le secteur papetier en 2010, avec une production de 3,350 millions de tonnes.